# Bodiná
Bodiná este o comună slovacă, aflată în districtul Považská Bystrica din regiunea Trenčín. Localitatea se află la altitudinea de 411 m deasupra n.m., se întinde pe o suprafață de 7,47 km2 și în 2017 număra 490 de locuitori.

## Istoric
Localitatea Bodiná este atestată documentar din 1345.

## Demografie
| An:                | 1994 | 2004   | 2014   | 2024   |
| ------------------ | ---- | ------ | ------ | ------ |
| Număr de persoane: | 481  | 486    | 496    | 480    |
| Diferență:         |      | +1,03% | +2,05% | −3,22% |

| An:                | 2023 | 2024   |
| ------------------ | ---- | ------ |
| Număr de persoane: | 475  | 480    |
| Diferență:         |      | +1,05% |